# Penicillium adametzioides
Penicillium adametzioides är en svampart som beskrevs av S. Abe ex G. Sm. 1963. Penicillium adametzioides ingår i släktet Penicillium och familjen Trichocomaceae.   Inga underarter finns listade i Catalogue of Life.